# Iurie Leancă
Iurie Leancă (ur. 20 października 1963 w miejscowości Cimișlia) – mołdawski polityk i dyplomata, poseł do Parlamentu Republiki Mołdawii, wicepremier, minister spraw zagranicznych, w latach 2013–2015 premier Mołdawii.

## Życiorys
Absolwent Moskiewskiego Państwowego Instytutu Stosunków Międzynarodowych (1986). Pracował w resorcie spraw zagranicznych, a w latach 90. jako radca minister w ambasadzie Mołdawii w Stanach Zjednoczonych. W 1998 był specjalnym przedstawicielem do spraw integracji europejskiej.
W latach 1998–2001 pełnił funkcję wiceministra spraw zagranicznych w rządach Iona Ciubuca, Iona Sturzy i Dumitru Braghișa (od 1999 był pierwszym wiceministrem). W 2001 pełnił czasowo obowiązki ministra. Od 2001 do 2005 zajmował stanowisko wiceprezesa firmy ASCOM. W latach 2005–2007 przebywał w Holandii, gdzie pracował w biurze wysokiego komisarza OBWE ds. mniejszości narodowych. Pełnił również funkcję wiceprzewodniczącego mołdawskiego stowarzyszenia polityki zagranicznej Mołdawii.
W styczniu 2009 wstąpił w szeregi Partii Liberalno-Demokratycznej (PLDM). W wyniku wyborów z kwietnia 2009 dostał się do parlamentu z ramienia PLDM. W wyborach parlamentarnych w lipcu 2009 uzyskał reelekcję. 25 września 2009 objął stanowisko wicepremiera oraz ministra spraw zagranicznych i integracji europejskiej w gabinecie Vlada Filata. Utrzymał to stanowisko również po wyborach parlamentarnych w 2010, w których również utrzymał mandat deputowanego.
25 kwietnia 2013 został mianowany przez prezydenta Nicolae Timoftiego pełniącym obowiązki premiera. 15 maja prezydent desygnował go na urząd premiera, a 30 maja 2013 jego rząd uzyskał wotum zaufania w parlamencie większością 58 głosów. W wyborach w 2014 ponownie został wybrany na posła. Otrzymał ponownie misję stworzenia rządu, jednak parlament odrzucił jego kandydaturę 12 lutego 2015. 18 lutego 2015 na stanowisku premiera zastąpił go Chiril Gaburici.
W 2015 opuścił dotychczasowe ugrupowanie, stając na czele nowej partii pod nazwą Europejska Partia Ludowa Mołdawii. W 2016 kandydował w pierwszych bezpośrednich wyborach prezydenckich. W pierwszej turze głosowania otrzymał 3,1% głosów.
W styczniu 2018 powrócił do administracji rządowej, w gabinecie, którym wówczas kierował Pavel Filip, objął stanowisko wicepremiera do spraw integracji europejskiej. Pełnił tę funkcję do czerwca 2019.
Podjął później współpracę z rumuńską partią PRO Rumunia, był m.in. kandydatem tego ugrupowania w wyborach do Parlamentu Europejskiego w 2019.

## Życie prywatne
Iurie Leancă jest żonaty, ma dwoje dzieci.